# La’Vere Corbin-Ong

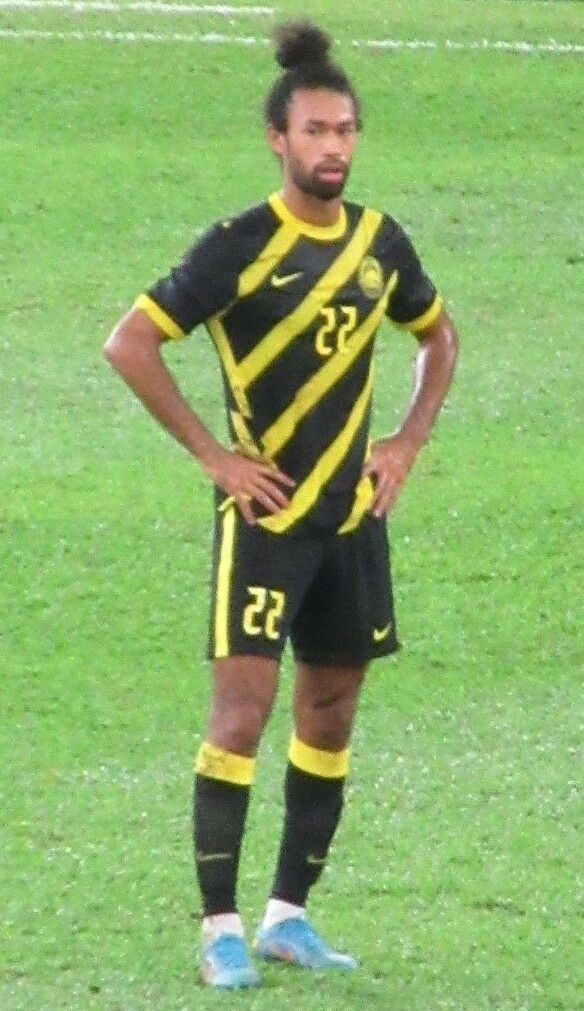
La'Vere Corbin-Ong (2022).

La’Vere Lawrence Corbin-Ong (* 22. April 1991 in London) ist ein malaysisch-kanadischer Fußballspieler.

## Karriere

### Anfänge
Corbin-Ong startete seine Karriere nach dem Übersiedeln nach Kanada im Alter von sechs Jahren, bei den Diamond Backs einen Team der Lynn Valley Soccer Association. In seiner Schulzeit spielte er zwischen 2005 und 2009 für die Argyle Secondary School und zwischen 2009 und 2010 für die Capilano University Blues. Anschließend spielte er für die Vancouver Whitecaps. Er kam auch in der Reservemannschaft des Vereins zum Einsatz. Zum Jahr 2012 verließ er die Vancouver Whitecaps.

### FC Pommern Greifswald
Nach einer etwa halbjährigen Vereinslosigkeit schloss er sich zu der Saison 2012/13 dem deutschen Verein FC Pommern Greifswald an. Sein Debüt für seinen neuen Klub in Staffel Nord der Fußball-Oberliga Nordost gab er am 12. August 2012. Bei dem 1:0-Sieg gegen den BFC Dynamo wurde er von Trainer Eckart Märzke in der Startformation berücksichtigt und dürfte durchspielen. Gegen den FC Anker Wismar konnte er am 30. März 2013 sein erstes Ligator erzielen. Beim Sieg gegen Wismar erzielte er in der 78. Minute den 3:2-Endstand. Beim 1:1-Unentschieden am 19. April 2014 gegen den SV Lichtenberg 47 absolvierte er sein 50. Ligaspiel für die Greifswalder.

### Berliner AK 07
Nach zwei Spielzeiten in Greifswald wechselte er zur Saison 2014/15 in die deutsche Hauptstadt zum Berliner AK 07. In der Regionalliga Nordost debütierte er am 3. August 2014 für seinen neuen Verein. Von Trainer Dietmar Demuth wurde er beim 1:0-Sieg gegen den VfB Germania Halberstadt zur Halbzeit für Atakan Yigitoglu eingewechselt. Sein erstes Tor für die Berliner erzielte er am 22. März 2015 beim Spiel gegen den FSV Wacker 90 Nordhausen. Mit seinen Tor in der 83. Minute köpfte er sein Team zum 1:0-Sieg. Sein 50. Ligaspiel für den BAK absolvierte er am 14. Februar 2016 beim 4:0-Sieg gegen Wacker Nordhausen.

### FSV Frankfurt
Zur Saison 2016/17 verließ er den Berliner AK und schloss sich dem Zweitliga-Absteiger FSV Frankfurt an. Beim 1:1-Unentschieden am 30. Juli 2016 gegen Holstein Kiel gab er sein Debüt für den FSV in der 3. Liga und damit sein Profidebüt. Er stand in der Startelf von Trainer Roland Vrabec und absolvierte die gesamten 90 Minuten.

### Go Ahead
Nach dem Abstieg des FSV Frankfurt aus der 3. Liga wechselte Corbin-Ong zum niederländischen Zweitligisten GO Ahead Eagles Deventer. In Deventer löste er im November 2017 seinen Vertrag auf, nachdem er in der Hinrunde zu 9 Einsätzen in der Eerste Divisie gekommen ist.

### Malaysia
Nach seiner Vertragsauflösung in den Niederlanden, wechselte er nach Malaysia, in das Land seiner Vorfahren, zum Malaysia-Super-League-Verein Johor Darul Ta’zim FC, wo er am 23. November 2017 einen für die Saison 2018 gültigen Vertrag bis November 2018 unterschrieb.

### Nationalmannschaft
Am 22. März 2017 debütierte Corbin-Ong 22 Minuten lang im Freundschaftsspiel der kanadischen Nationalmannschaft gegen die Auswahl Schottlands. Er wurde in der 68 Minute für den Spieler Maxim Tissot eingewechselt. Corbin-Ong der im britischen London als Sohn von Einwanderern, aus Barbados und Malaysia geboren wurde, ist für Kanada, England, Barbados und Malaysia spielberechtigt.
Seit Juni 2019 spielt er für die malaysische Fußballnationalmannschaft. Sein Debüt gab er in einem Freundschaftsspiel gegen Nepal. Sein erstes Tor für Malaysia erzielte Corbin-Ong am 7. Juni 2019 im WM-Qualifikationsspiel gegen Osttimor.

## Erfolge
Johor Darul Ta’zim FC
- Malaysischer Meister: 2019, 2020, 2021, 2022
- Piala Sumbangsih: 2021, 2022
- Malaysischer-FA-Cup-Sieger: 2022, 2023
- Malaysischer Pokalsieger: 2022, 2023